# Лидице
Лидице (чеш. Lidice) је насељено место са административним статусом сеоске општине (чеш. obec) у округу Кладно, у Средњочешком крају, Чешка Република.

## Географија
Налази се око 5 километара источно од Кладног и око 20 километара северозападно од Прага.

## Историја
Оно је саграђено близу места бившег истоименог села, које су, док је било део нацистичког Протектората Чешка и Моравска, по наређењу Адолфа Хитлера и СС рајхсфирера Хајнриха Химлера, потпуно уништили немачки војници као одмазду за убиство гувернара Рајнхарда Хајдриха крајем пролећа 1942. Свих 173 мушкараца из села старијих од 16 година су погубљени. Још 11 мушкараца који нису били у селу се ухапшени и погубљени касније са још неколико ухапшених особа. Неколико стотина жена и преко 100 деце је било депортовано у концентрационе логоре; неколицина деце које су нацисти сматрали „расно погодним“ за германизацију су били дати породицама есесоваца, док су остали одведени у логор смрти Хелмно, где су угушени гасом. После рата, само се 153 жене и 17 деце вратило у село.

## Становништво
Према подацима о броју становника из 2014. године насеље је имало 489 становника.